# Joseph-Nicolas-Pancrace Royer
Joseph-Nicolas-Pancrace Royer /ʒɔ'zɛf nikɔ'la pɑ̃'kʁas ʁwa'je/ (Torino, 1705 circa – Parigi, 11 gennaio 1755) è stato un clavicembalista e compositore francese.

## Biografia

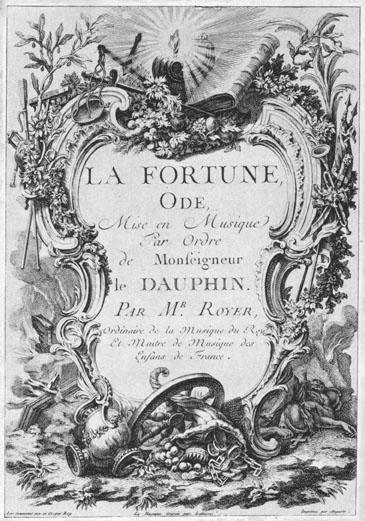
Frontespizio della Fortune - 1747

### Vita e opere
Poco si sa sulla vita di Joseph-Nicolas-Pancrace Royer. Nato a Torino da un capitano di artiglieria, intendente delle fontane e dei giardini della corte dei Savoia, Royer in un primo tempo si accosta alla musica per divertimento; quando suo padre muore senza lasciargli alcuna eredità, vi si dedica tuttavia con decisione facendosi conoscere come clavicembalista e organista. La tradizione vuole quindi che abbia lavorato con Marc-Roger Normand detto Couprin o Coprino (1663-1734), primo cugino di François Couperin, organista e maestro di cappella a Torino. Nel 1725 si trova a Parigi, dove è naturalizzato e inizia a lavorare come insegnante di clavicembalo. Il suo passaggio, come molti suoi colleghi, al Théâtre national de l'Opéra-Comique è attestato, nello stesso anno, in alcune pièce di Charles Alexis Piron: alla Foire Saint-Laurent sono infatti rappresentate Le fâcheux veuvage e Crédit est mort, un tipo di opera buffa con un solo personaggio, contenenti numerose "chanson" di carattere popolare. Il cronista Jean-Benjamin de Laborde ci informa successivamente sulla carriera di Royer menzionando un suo impiego all'Opéra, dove sarebbe rimasto dal 1730 al 1733. Questo coincide con la prima grande opera lirica di Royer, Pyrrus, andato in scena il 19 ottobre 1730 e che il Mercure de France recensisce nelle sue colonne: "Quest'opera [...] fa onore al poeta e al musicista per i bei pezzi che vi si trovano".
"Essendo Sua Maestà soddisfatta dei talenti e della capacità del sig. Royer", il 15 novembre 1734 il compositore ottiene l'onorificenza della carica di Maestro di musica dei figli di Francia che condividerà con Jean-Baptiste Matho (1663-1746). Il 20 marzo dell'anno successivo ottiene la conservazione della carica di Cantore della musica della camera del re, cui Matho aveva rinunciato. La morte di questi lascia quindi Royer unico detentore del posto di insegnante di clavicembalo dei bambini reali e gli permette di ottenere un privilegio di edizione, il 3 febbraio 1735, per eventuali "pezzi per organo, clavicembalo, sonate e altre opere di musica strumentale di sua composizione". Pochi anni dopo, il 5 settembre 1739, è con il noto balletto eroico Zaïde, reine de Grenade, la cui "musica ha fatto molto piacere" (secondo il Mercure de France), che Royer torna sulle scene, presto seguito, il 23 marzo 1743, da un'opera simile, Le Pouvoir de l'Amour. Nonostante i suoi successi, Charles Burney (1726-1814), nel suo Voyage musical dans l'Europe des Lumières, commenta molto severamente, venerdì 15 giugno 1770, una rappresentazione di Zaïde, a quindici anni dalla morte del compositore:
"L'opéra di questa sera fu suonato la prima volta nel 1739, risuonato nel 1746, nel 1756 e infine di nuovo oggi, per la quarta volta, nel 1770. I francesi lo chiamano ballet-héroïque, dato che è inframmezzato da danze che formano una parte essenziale dell'opera. Credo che l'interesse del dramma rientri solo per poco in questo genere di rappresentazioni; è, per lo meno, il giudizio che se ne può trarre da questa in particolare e da poche altre di composizione di Rameau. La musica di Zaïde è di Royer. È piuttosto sconcertante che non si sia mai composto di meglio, né di gusto più moderno, quando il gusto della musica è completamente cambiato nel resto dell'Europa. Hanno un bel da accusare i francesi di avere uno spirito generalmente più leggero dei loro vicini, non hanno fatto il minimo passo in avanti nella loro musica da trenta o quarant'anni. [...] Ritorniamo all'opéra di Zaïde: è irrefutabile che in fatto di melodia, di colore, di contrasto e di effetto, sia un'opera mediocre e al di sotto di ogni critica. Allo stesso tempo, però, si converrà che la scena è bella ed elegante, che i costumi e le decorazioni sono superbi, la danza eccellente e le macchine delle più ingegnose. Purtroppo, tutti questi effetti deliziano solo gli occhi, mentre un'opera, in ogni altro paese, è fatta per deliziare le orecchie. Un dramma lirico che non ha nulla di interessante nel testo, la cui musica è cattiva e il canto ancora peggio, non corrisponde per niente all'idea che si è fatta all'estero di questo tipo di spettacoli". Un rapporto di polizia ci riporta una "in pieno caffè" fra Royer e Rameau. Il digionese, non avendo proposto nulla al teatro da Dardanus nel 1739, prima di dare La Princesse de Navarre, nel 1745, rimproverava forse a Royer l'audacia di una penna che stava per annunciare Scylla et Glaucus di Jean-Marie Leclair nel 1746 o Titon et l'Aurore che il suo collega e amico Jean-Joseph de Mondonville darà nel 1753? Divenuto un artista sempre più importante, Royer scrive, l'11 novembre 1746, un'Ode à la fortune, su un testo del poeta e librettista Jean-Baptiste Rousseau. Il duca di Luynes, nelle sue Mémoires, ci riporta le circostanze in cui è nata questa composizione:
"Qualche tempo fa, avendo notato un'ode di Rousseau sulla Fortuna, il cui pensiero e le cui espressioni gli piacquero (parla del Delfino), propose a Royer, suo maestro di clavicembalo, di metterla in musica. Il compito era difficile, non essendo questi versi per nulla fatti per essere cantati; ciononostante, Royer ci è riuscito molto bene: ne ha fatto un divertissement che dura all'incirca tre quarti d'ora. La musica è bella e il canto è piacevole. C'è soltanto una voce del registro di basso-cantante. Questa musica era fatta per la voce del sig. Delfino; la cantò sabato scorso alle Mesdames (le figlie di Luigi XV) con l'accompagnamento, cosa molto singolare, dal momento che sta solo iniziando ad imparare la musica.". Questi 45 minuti furono ripresi in seguito al Concert Spirituel e a corte da un cantante professionista, cosa che motivò probabilmente Royer a consegnare un nuovo opéra-ballet, Almasis, rappresentato a Versailles il 26 febbraio 1748 nel Théâtre des Petits Cabinets di Madame de Pompadour, costruzione inaugurata il 17 febbraio 1747. La favorita tenne il ruolo principale, cosa che permise al duca di la Vallière di lusingare la nobildonna:

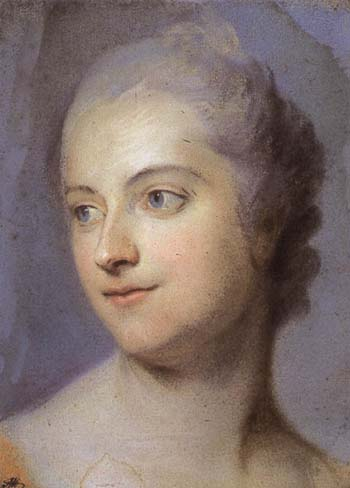
Madame de Pompadour - ritratto di Maurice Quentin de La Tour

| "Dans le jeu que pour vous on prend soin de former, Vos talens enchanteurs vous font mille conquêtes, Ce fut pour couronner votre art de tout charmer Que l'Amour inventa vos fêtes". | "Nella musica che per voi si ha cura di formare, I vostri talenti incantatori vi fanno mille conquiste, Fu per coronare la vostra arte di tutto incantare Che l'Amore inventò le vostre feste". |

Nonostante ciò i gusti grandiosi della marchesa, in occasione dell'inaugurazione del castello di Bellevue nel 1749, furono oggetto di alcuni commenti maligni a Parigi:
| "Fille d'une sangsue et sangsue elle-même, Cette fille Poisson, d'une arrogance extrême, Étale en ses châteaux, sans honte et sans effroi La substance du peuple et la honte du Roi !". | "Figlia d'una sanguisuga e sanguisuga lei stessa, Questa ragazza Poisson, di un'arroganza estrema,, Spiattella nei suoi castelli, senza vergogna né sgomento, Le sostanze del popolo e la vergogna del re!". |

Dal 1748, in collaborazione con il violinista Gabriel Capperan, ordinario della musica del re e violinista nell'orchestra dell'Académie, Royer firma un contratto che lo lega per la somma di 6000, poi 7500 e infine 9000 lire all'Académie royale de musique come direttore del Concert Spirituel, istituzione che all'epoca si trovava in una fase di declino. Per dare nuovo vigore all'impresa, dà inizio al restauro del Palazzo delle Tuileries e commissiona la costruzione di un organo. L'inaugurazione, il 1º novembre 1748, fu un vero successo, corrispondendo all'avviso preliminare apparso sul Mercure de France del luglio 1748: "Il sig. Royer, noto per il suo genio e le sue opere, ha ottenuto il Privilegio del Concert Spirituel. Attendiamo dalla sua scienza e dal suo genio dei cambiamenti degni dell'approvazione pubblica".
Parallelamente alle riprese di opere di Michel-Richard Delalande per esempio, Royer lavora all'introduzione di nuovi pezzi e lavora ai mottetti di Mondonville, amico del quale mantiene la pensione di 1200 lire concessa dall'Académie Royale sotto la precedente direzione di François Rebel. Le sinfonie di nuovi compositori come Carl Heinrich Graun, Jean-Jacques Rousseau, Johann Adolf Hasse, Niccolò Jommelli (1714-1774) e Johann Stamitz costituiscono allo stesso modo la quotidianità di Royer. Avendo fatto eseguire lo Stabat mater di Giovanni Battista Pergolesi nel 1753 approfittando della pubblicità derivata dalla Querelle des Bouffons, coglie l'occasione per rivedere alcune opere portandole al gusto del momento, come il Sunt breves mundi rosae di Giacomo Carissimi e il Requiem di Jean Gilles. Molto attivo, Royer continua durante questo periodo a presentare proprie opere: Myrtil et Zélie (20 giugno 1750), dato a Versailles, precede di poco Prométhée et Pandore, una sorta di adattamento del Prométhée di Voltaire eseguito da Sireuil, rappresentato presso il maresciallo e la marchesa de Villeroy il 5 ottobre 1752. Si progettava una ripresa di quest'ultima opera all'Opéra nel 1754, ma Voltaire si oppose duramente. Il 22 settembre 1753 Royer acquista da Jean-Féry Rebel (1666-1747) e Bernard de Bury (1720-1785) la carica di maestro di musica della camera de re per 2000 scudi. Durante una cerimonia, il 13 dicembre dello stesso anno, la città di Parigi nomina Royer direttore e ispettore dell'Opéra.
Morì a Parigi l'11 gennaio 1755. Il duca di Luynes lo qualifica come un uomo "molto sapiente e che aveva dentro di sé il gusto del canto", Abbé de Fontenai, nel suo Dictionnaire des artistes del 1776, elogia l'educazione e l'amabilità del suo carattere, "fattosi conoscere all'inizio per il modo sapiente e delicato con cui suonava l'organo e il clavicembalo". Évrard Titon du Tillet, non esiterà a includere Royer nel suo Parnasse Français del 1760.

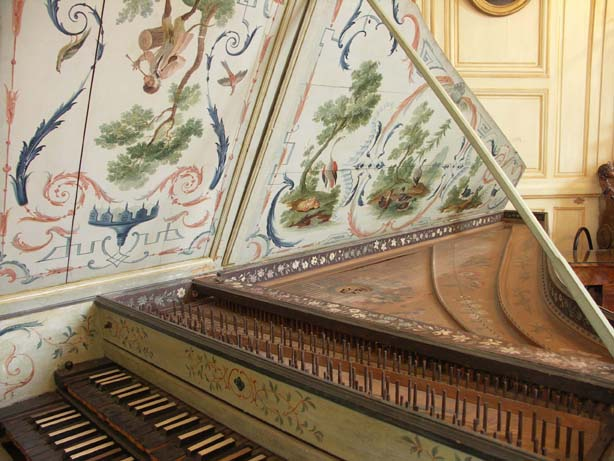
Il clavicembalo del Castello di Thoiry, con dipinti di Christophe Huet

Se il Sentiment d'un harmoniphile afferma nel 1756, dopo la morte di Royer, che "fra le sue carte si è trovato di che formare due libri per clavicembalo", soltanto quindici pezzi del 1746 ci sono pervenuti, se si eccettua la Chasse di Zaïde, pezzo manoscritto ricopiato nel 1775 nel Recueil de pièces détachées per clavicembalo (Parigi, Bibliothèque nationale). Questo celebre pezzo, tratto dall'opéra, ha conosciuto un destino più felice essendo stato spesso suonato all'organo.
Dedicando la sua opera "à Mesdames de France", Royer rende omaggio alle sue allieve:
Royer prosegue con un Avis rivolto agli interpreti:
Il suo Livre de Clavecin non ebbe modo di concretizzarsi, e il suo contenuto, rimasto probabilmente in possesso di Louise Geneviève Le Blond (vedova di Royer che riprese la gestione del Concert Spirituel con Mondonville dopo il 1755), sembra perso per sempre.

## Stile compositivo

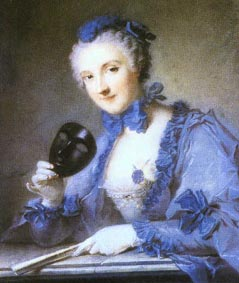
Louise Geneviève Le Blond, moglie di Royer. Copia da un pastello di Jean-Marc Nattier, collezione privata

Tutta la musica di Royer traspare attraverso varietà e apertura di spirito. Il compositore mescola pezzi poetici, dolci a volontà (L'Aimable, Les tendres sentiments, La Sensible) a una scrittura più lirica che sia riutilizza temi già incontrati nelle proprie opere sceniche (La marche des Scythes, La Zaïde, Les Matelots, Allemande), sia va oltre puri momenti descrittivi facendo uso di una nuova virtuosità (Le Vertigo). In generale, si può dire che Royer concede un ruolo molto più grande al canto nei suoi pezzi rispetto ai suoi predecessori, e non è un azzardo se si pensa alla sua produzione vocale. Il successo degli adattamenti, più che delle trascrizioni come La Zaïde (atto V, scena 5, preludio al quartetto "Ah ! quel bien suprême" del balletto Zaïde, reine de Grenade), non è dunque sorprendente, soprattutto se si osserva con occhio attento le numerose raccolte di arie di vari autori adattate per altri strumenti in voga, come quelle per flauto traverso edite da Michel Blavet. Royer, superando la decalcomania di un'aria, tratta il tema iniziale con una certa libertà e reinventa spesso la propria idea. Les Matelots, tratti dal balletto eroico Le Pouvoir de l'Amour, corrispondono così all'Entrée pour les habitans du Pactole dell'atto II. Allo stesso modo, i tambourin dello stesso atto, fanno eco all'Allemande dell'atto III scena II, dove era in origine la Marche pour le Sacrifice. La Marche des Scythes, infine, pezzo tratto da una semplice Air pour les Turcs en rondeau (Zaïde, atto V scena V), propone all'esecutore delle variazioni per le quali Royer ha cura di indicare il "modo di arpeggiare". L'autore cerca di rendere fedelmente un'emozione o un carattere dell'animo umano come dimostrano La Majestueuse con i suoi ritmi, L'incertaine con i suoi passaggi dall'acuto disincantato al grave più tenebroso e L'Aimable, ballata dolce, triste e rassegnata, i cui accenti accorati non sembrano tuttavia cedere alla disperazione. 

## Catalogo delle opere
- Le fâcheux veuvage, opéra-comique su un libretto di Alexis Piron, 1725
- Crédit est mort, opéra-comique su un libretto di Alexis Piron, 1726
- Pyrrhus, tragédie-lyrique in cinque atti e prologo su un libretto di J. Fermelhuis, rappresentata il 19 ottobre 1730 all'Académie royale de musique
- Zaïde, reine de Grenade su un libretto di Abbé de La Marre, balletto eroico in tre atti e prologo, rappresentato il 5 settembre 1739 all'Opéra di Parigi
- Sonata (?) [Eitner], 1740
- Le pouvoir de l'Amour, balletto eroico con prologo su un libretto di C.H. Le Fèvre de Saint-Marc, rappresentato il 23 aprile 1743 all'Académie royale de musique
- Ode à la Fortune, su un libretto di Jean-Baptiste Rousseau (ms. Paris, BNF), eseguita il 25 dicembre 1746 a Parigi, al Concert Spirituel
- Pièces de clavecin, primo libro, Parigi, 1746, pubblicato a spese dell'autore
- Almasis, opéra-ballet in un atto su un testo di François-Augustin de Paradis de Moncrif, rappresentato il 26 febbraio 1748 a Versailles
- Sunt breves mundi rosae, mottetto di Giacomo Carissimi (recte Maurizio Cazzati), strumentato e la parte dell'haute-contre trasformata in basso-baritono, eseguito il 1º novembre 1750 a Parigi, al Concert Spirituel
- Myrtil et Zélie, pastorale eroica con un prologo allegorico, rappresentata il 20 giugno 1750 a Versailles
- Requiem aeternam di Jean Gilles, riveduto da Royer, eseguito nel dicembre 1750
- Venite exultemus, mottetto per baritono-basso, due strumenti e basso continuo, eseguito l'8 dicembre 1751 al Concert Spirituel
- Pandore su un testo di Voltaire, eseguito nel 1752 presso Madame de Pompadour
- Badine, aria per violino, nel Recueil d'airs pour violon seul (ms. Paris, BNF)

## Fonti
- musicologie.org per la copia del catalogo delle opere.

## Discografia
- 1981 - Pièces de clavecin, William Christie, clavicembalo (Harmonia Mundi)
- 1993 - Pièces de clavecin 1746, Christophe Rousset, clavicembalo (Éditions de l'Oiseau-Lyre, 436 127-2)
- 1999 - Pièces de clavecin, Iakovos Pappas, clavicembalo (Agorà Music)
- 2008 - Premier livre de Pièces pour clavecin, Christophe Rousset, clavicembalo (Ambroisie)
- 2013 - Complete music for harpsichord, Yago Mahúgo, clavicembalo (Brilliant Classics)
- 2013 - Allemande, La sensible e la Marche des Scythes in Airs d'opéra accomodés pour le clavecin, Catherine Zimmer, clavicembalo (L'Encelade, ECL 001)
- 2020 - Ode de la Fortune 1746, Guillaume Durand , Almazis-Iakovos Pappas dir. Iakovos Pappas, Jean-Baptiste Rousseau Poésies mises en musique. (MAG 358.427) .